# 北安地斯板塊

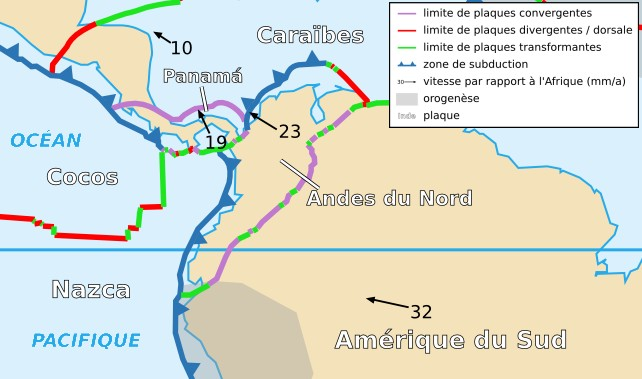
北安地斯板塊與鄰近板塊

北安地斯板塊（North Andes Plate）是南美洲的小型板塊，位於安地斯山脈北部，受南美洲板塊和納斯卡板塊擠壓。由於納斯卡板塊沉入北安地斯板塊，因此這個地區經常發生地震和火山爆發。